# Herb gminy Kobylin-Borzymy
Herb gminy Kobylin-Borzymy – jeden z symboli gminy Kobylin-Borzymy, ustanowiony 3 maja 2005.

## Wygląd i symbolika
Herb przedstawia na tarczy w polu czerwonym półtora srebrnego krzyża (herb Prus, którym posługuje się większość mieszkańców gminy) oraz złoty kłos zboża, nawiązujący do rolnictwa gminy. 